# Instituto de Cultura da PUCRS
O Instituto de Cultura da PUCRS é uma unidade da Pontifícia Universidade Católica do Rio Grande do Sul, sediada em Porto Alegre, Brasil.
Foi criado em 1973 com a denominação Instituto de Cultura Musical, com o objetivo de fomentar o desenvolvimento cultural da universidade, da comunidade porto-alegrense e de todo o Rio Grande do Sul. Oferecia aulas de técnica vocal e teoria musical, um programa de recitais e concertos e outras atividades musicais para a comunidade, incluindo os populares Concertos Comunitários Zaffari. Mantém um coral e em 2004 foi fundada a Orquestra Filarmônica da PUCRS. O Instituto organizou grande número de apresentações em todo o estado, com obras operísticas e sinfônicas, bailados, cantatas e missas. Desde sua fundação teve como diretor e regente Frederico Gerling Junior, que atuou até falecer em 2010.
A série Concertos Comunitários Zaffari realizou mais de 200 apresentações, recebendo em 1995 o Prêmio Líderes e Vencedores, categoria Destaque Comunitário, conferido pela Federasul, e em 1999 o Troféu Construir, categoria Destaque Cultural, da Rede Globo-RBS. Em 2014 o músico e professor José Maria Barrios recebeu Menção Especial do Prêmio Açorianos pela sua atividade como coordenador do Instituto e responsável pela formação de muitos dos músicos em atividade no cenário erudito do Estado. Em 2016 o Coral da PUCRS foi homenageado pela Assembleia Legislativa do Estado recebendo a Medalha da Legislatura.
Em 2017, numa ampla reestruturação institucional, a orquestra filarmônica foi extinta e algumas programações antigas foram descontinuadas. Foram mantidos o coral e um pequeno grupo de seis músicos para apresentações de câmara. Para eventos maiores passaram a ser contratados músicos independentes. Segundo a administração da universidade, o novo formato do Instituto, que passou a ser denominado Instituto de Cultura, "busca a diversificação das modalidades culturais presentes na universidade, incluindo dança, pintura, escultura, literatura, teatro, cinema e música de diversos gêneros".